# Alopecosa solivaga katunjica
Alopecosa solivaga katunjica is een spinnenondersoort in de taxonomische indeling van de wolfspinnen (Lycosidae).
Het dier behoort tot het geslacht Alopecosa. De wetenschappelijke naam van de soort werd voor het eerst geldig gepubliceerd in 1937 door Ermolajev.